# Let Voepass Linhas Aéreas 2283
Let Voepass Linhas Aéreas 2283 byla pravidelná vnitrostátní linka v Brazílii z města Cascavelu do São Paula. V pátek 9. srpna 2024 se letadlo zřítilo při přiblížení na přistání na předměstí São Paula.

## Nehoda
2Z2283 byla pravidelná denní linka z Cascavelu do São Paula s plánovaným odletem vždy v 14:40 UTC.
Letadlo se z letistě Cascaveli (CAC) odlepilo v 14:58 UTC a let do São Paula měl trvat přibližně 2 hodiny.
V oblasti havárie platila aktivní výstraha SIGMET pro silnou námrazu ve výšce 3 700 – 6 400 m. V oblasti byla i bouřková činnost a také výskyt turbulencí.
Podle Brazilských vzdušných sil FAB posádka nehlásila stav nouze ani žádné nepříznivé povětrnostní podmínky.
Zhruba v 16:22 UTC se letadlo zřítilo ve městě Valinhos na okraji São Paula a po pádu začalo hořet. Několik chvil před dopadem na zem letadlo padalo rychlosti až 2 750 m/min a dostalo se do ploché vývrtky.

## Letadlo
Jednalo se 14 let staré turbovrtulové letadlo s výrobním sériovým číslem 908, imatrikulace PS-VPB. Letadlo přišlo do flotily 17. října 2022 od leasingové společnosti Nordic Aviation Capital (NAC).
Letadlo bylo v konfiguraci pro 68 cestujících v ekonomické třídě, bylo poháněno dvěma motory Pratt & Whitney Canada PW127M.

## Cestující
Mezi oběťmi byli čtyři lidé s dvojím občanstvím, tři Venezuelané – čtyřletý chlapec, jeho matka a babička; a jedna Portugalka.
Na palubě se nacházelo šest předních brazilských onkologů a dva lékaři v posledním roce svého vzdělávání, kteří byli na cestě na konferenci o rakovině v Sao Paulu.

## Vyšetřování
Brazilské Centrum pro vyšetřování a prevenci leteckých nehod (CENIPA) zahájil vyšetřování. Později uvedl, že byly nalezeny zapisovače letových údajů tj. černé skřínky, které byly odeslány k analýze. O dva dny později úřady na tiskové konferenci uvedly, že černé skřínky byly úspěšně staženy a nyní budou analyzovány. Na místo dorazili vyšetřovatelé z francouzského Úřadu pro vyšetřování a analýzu bezpečnosti civilního letectví (BEA), aby se podíleli na vyšetřovaní.
Na místo dorazili vyšetřovatelé z Kanadského úřadu pro bezpečnost dopravy (TSB) aby zkoumali, zdali byly motory v provozu v době nárazu. Motory byly vyrobeny v Kanadě.
Dne 12. srpna 2024 brazilská média informovala, že letadlo mělo potíže již od 11. března 2024, kdy utrpělo náraz do ocasu. Po jeho návratu do provozu o 4 měsíce později a měsíc před havárií si cestující stěžovali na nefunkčnost klimatizace při neuvěřitelném horku na palubě.